# Ondatrópica
Ondatrópica est un groupe de cumbia anglo-colombien, composé à l'origine de près de 35 membres.

## Histoire
Le groupe se forme en 2012 sous l'impulsion du Colombien Mario Galeano (Frente Cumbiero) et du DJ et producteur anglais Will Holland (Quantic). L'année de sa formation, Ondatrópica publie son album éponyme. Il reçoit des critiques très positives de la presse, Télérama y voyant « de quoi rebooster l'aura de ces musiques colombiennes jadis si influentes » tandis que la BBC évoque un « projet audacieux réalisé avec brio ». The Guardian attribue à l'album quatre étoiles sur cinq.
Le big band mené par Mario Galeano et Will « Quantic » Holland signe un deuxième album, Baile bucanero, sorti en 2017, où se croisent l’énergie des rues et folklore rural, salsa, reggae et différentes musiques populaires colombiennes.

## Discographie
- 2012 : Ondatrópica
- 2017 : Baile bucanero